# وداعا ملكتي (فلم)
وداعاً ملكتي (بالإنجليزية: Farewell, My Queen) و(بالفرنسية: Les Adieux à la reine) وهو فلم دراما فرنسي تم إنتاجه في سنة 2012، هو من إخراج بونوا جاكو وتأليف شانتال توماس وألتي حازت على جائزة فيمينا الأدبية في 2002، الفلم يتكلم عن قصة الملكة الفرنسية ماري أنطوانيت في أخر أيام حكمها، الفلم من بطولة دايان كروغر وليا سيدو وفيرجين ليدويين. وقد تم عرضه في مهرجان برلين ال62 في فبراير 2012 وعرض في مهرجانات أخرى في فرنسا.

## أبطال الفلم
- ليا سيدو بدور سيدون لابورديه.
- دايان كروغر بدور ماري أنطوانيت.
- فيرجين ليدويين بدور يولاندا دي بالاسترون دوقة بوليان.
- كزافييه بوفوا بدور لويس السادس عشر ملك فرنسا.
- نعومي لفوفسكي بدور جان لويس إينيريه كامبان.
- جولي ماري بارمنتييه بدور أونوري.
- لوليتا شماح بدور لويسون.
- دومينيك رايموند بدور مدام.
- جاكس هيرلين بدور ماركيز دي فاكلورو.

## روابط خارجية
- مقالات تستعمل روابط فنية بلا صلة مع ويكي بيانات